# 関山誠
関山誠（せきやま まこと）は日本の政令指定都市である横浜市の公務員。

## 来歴
横浜市出身。1980年 早稲田大学政治経済学部政治学科卒業。1984年 横浜市入庁。2008年 政策局国際政策室長。2015年4月 初代国際局長に就任。2021年3月 退職。同年4月 公益財団法人横浜市国際交流協会業務執行理事。